# ペドロ・ルイス・ボルジア (スポレート公)
ペドロ・ルイス・デ・ボルハ（西：Pedro Luis de Borja）またはピエルルイージ・ボルジア（伊：Pier Luigi de Borgia, 1432年 シャティバ - 1458年9月26日 チヴィタヴェッキア）は、スペイン・アラゴン王国出身のローマ教皇領軍人。ボルジア家の一員。同家最初の教皇カリストゥス3世の甥で、兄ロドリーゴ・ボルジア（後の教皇アレクサンデル6世）ら一族と共に、叔父教皇の計らいで権勢と地位を手にした。ドン・ペドロ・ルイス（Don Pedro Luis）の通称で知られた。爵位はスポレート公爵及びチヴィタヴェッキア侯爵。

## 生涯
1455年叔父が教皇に選出されると、聖職者でなく俗人だったにもかかわらず教会内の数多の栄典や高級官職に与る。1456年春教会軍総司令官及びサンタンジェロ城城代に着任、同年秋にはテルニ、ナルニ、トーディ、リエーティ、オルヴィエート、スポレート、フォリーニョ、ノチェーラ・ウンブラ、アッシジ、アメーリア、チーヴィタ・カステッラーナ及びネーピの市長官を兼任。1457年年初に教皇領諸州及びトスカーナ州の総督職がそれに加えられた。兄のロドリーゴ及び従兄弟のルイス・フアン・デ・ミラも枢機卿に取り立てられ、ロドリーゴは教皇庁国務副長官の高位に上った。
カリストゥス3世が若い甥たちを始め同郷のスペイン人を多数登用したことは、ドメニコ・カプラーニカを始めとする高齢の枢機卿団の反発を招いたうえ、外国人嫌いのローマの人々の憎悪をも掻き立てた。特にオルシーニ家は反ボルジアの急先鋒に立った。オルシーニ家は、ペドロ・ルイスがオルシーニ家が長く防衛を任されてきた複数の要塞を教皇の命令で占拠し、1457年8月19日にオルシーニ家の者を押し退けてローマ市長官に就任したことで、ボルジア家と完全に決裂した。カリストゥス3世はオルシーニ家に対抗すべく、同家の仇敵であるコロンナ家と結ぼうと考え、ペドロ・ルイスとコロンナ家の息女との縁談を急いだが、これは実現に至らなかった。
カリストゥス3世は1453年にコンスタンティノープルを征服したオスマン帝国討伐の十字軍派遣を目指しており、もし同市の再征服が実現した暁にはペドロ・ルイスをコンスタンティノープル皇帝に推戴する構想を抱いていたとされる。
ペドロ・ルイスを含む教皇カリストゥス3世のほぼ全ての親類縁者や同盟者は、そのスペインの地域的出自により「カタルーニャ人」と呼ばれてローマの人々から嫌われたままだった。1458年8月6日にカリストゥス3世が死去すると同時に、ローマ民衆が起こした「カタルーニャ人」排斥の暴動のためペドロ・ルイスは逃亡を余儀なくされ、大勢の家臣や従者に見捨てられた状態で、スペインへの脱出口となる港町チヴィタヴェッキアへの逃走途中に亡くなった。26歳だった。

## 引用
1. ↑  L. Pastor, p. 460
2. 1 2  L. Pastor, p. 461
3. ↑  L. Pastor, p. 462
4. ↑  L. Pastor, p. 468
5. ↑  L. Pastor, p. 463-465
6. ↑  L. Pastor, p. 476-478